# Ван Яфань
Ван Яфань (кит. упр. 王雅繁, пиньинь Wáng Yǎfán; родилась 30 апреля 1994 года в Нанкине, Китай) — китайская теннисистка; победительница четырёх турниров WTA (из них один в одиночном разряде).

## Общая информация
Ван начала играть в теннис в девять лет. Любимое покрытие — хард.

## Спортивная карьера
Первый титул из ITF Ван Яфань завоевала в 2010 году в парном разряде. В мае 2012 года она выиграла первый трофей ITF в одиночном разряде. В январе 2014 года китаянка дебютировала в WTA-тура, сыграв в парной сетке турнира в Шэньчжэне совместно с Чжэн Цзе и пройдя с ней в полуфинал. Дебют в одиночном разряде состоялся в сентябре того же года, когда Ваня Яфань выступила на турнире в Гуанчжоу, получив уайлд-кард. В первом раунде она смогла переиграть Саманту Стосур, а далее выиграв ещё два матча прошла в полуфинал.
В январе 2015 года Ван Яфань сыграла в первом финале WTA, попав туда в парном разряде на турнире в Шэньчжэне в команде с Лян Чэнь. Через два месяца Ван и Лянь выиграли первый совместный титул в туре, победив на турнире в Куала-Лумпуре. После этой победы Ван Яфань поднялась в топ-100 парного рейтинга. Дебют китаянки в основной сетке турниров серии Большого шлема состоялся в парном разряде на Ролан Гаррос. В конце сезона Ван Яфань и Лян Чэнь выиграли второй по значимости Итоговый турнир — Трофей элиты WTA, а затем стали победительницами турнира младшей серии WTA 125K в Хуахине. По итогам сезона 2015 года Ван заняла 57-е место парного рейтинга.
В январе 2016 года Ван Яфань с пятой попытки прошла одиночную квалификацию турнира серии Большого шлема, сыграв на Открытом чемпионате Австралии. В феврале 2016 года она впервые была приглашена для участия в составе сборной Китая в розыгрыше Кубка Федерации. В марте Ван Яфань и Лян Чэнь остановили в шаге от защиты титула в Куала-Лумпуре, пройдя в финал. В мае в дуэте с Чжан Кайлинь она смогла выиграть парный приз 100-тысячника ITF в Аньнине. Летом она сыграла второй Большой шлем в основной сетке одиночных соревнований, пройдя квалификацию на Открытый чемпионат США и выйдя по итогу во второй раунд. В июле 2017 года Ван Яфань вышла в полуфинал турнира в Наньчане. В октябре она выиграла 60-тысячник ITF в Лючжоу, обыграв в финале Нао Хибино из Японии. В ноябре она победила на турнире WTA 125K в Хуахине в парном разряде в альянсе с Дуань Инъин.
В феврале 2018 года Ван Яфань и Дуань Инъин выиграли и первый совместный титул в WTA-туре, взяв главный парный приз турнира в Тайбэе и обыграв в финале пару Оксана Калашникова и Нао Хибино. В одиночном разряде в Тайбэе Ван смогла добраться до полуфинала, уступив в борьбе за финал четвёртой сеянной венгерки Тимее Бабош. В марте китаянка хорошо себя проявила на Премьер-турнире высшей категории в Майами. Начав с квалификации он в итоге смогла выиграть три матча в основной сетке и попасть в четвёртый раунд. После выступления в Майами Ван Яфань впервые попала в первую сотню одиночного рейтинга. В апреле на турнире младшей серии WTA 125K в Чжэнчжоу Ван Яфань вышла в финал. в одиночках и выиграла титул в парах в партнёрстве с Дуань Инъин. В июне она выиграла ещё один титул серии WTA 125K, взяв его в паре с Марианой Дуке-Мариньо на турнире в Боле. В июле Ван Яфань вышла в четвертьфинал турнира WTA в Бухаресте. В конце сезона она защитила титул на 60-тысячнике ITF в Лючжоу, обыграв в финале Хан На Рэ из Южной Кореи.
Сезон 2019 года Ван Яфань начала с выхода в полуфинал на турнире в Шэньчжэне. На турнире в Хуахине она прошла в четвертьфинал, а в парах совместно с Анной Блинковой. В начале марта китаянка выиграла свой первый титул WTA в одиночном разряде. Она стала победительницей турнира на харде в Акапулько, переиграв в финале американку Софию Кенин со счётом 2-6, 6-3, 7-5. Эта победа позволила Ван подняться в топ-50. На престижном турнире в Майами она второй год подряд доиграла до четвёртого раунда, а также сумела впервые обыграть теннисистку из топ-10, нанеся во втором раунде поражение № 5 в мире на тот момент Элине Свитолиной — 6-2, 6-4. В июне 2019 года Яфань вышла в четвертьфинал турнира на Мальорке. В сентябре она доиграла до полуфинала турнира в Сеуле, а в октябре до четвертьфинала в Тяньцзине. Сезон 2019 года стал лучшим в карьере китаянки и она завершила его на 48-м месте рейтинга.
В марте 2020 года Ван Яфань на турнире в Монтеррее прошла в 1/4 финала, а в парном разряде в дуэте с Мию Като вышла в финал.

## Итоговое место в рейтинге WTA по годам
| Год  | Одиночный рейтинг | Парный рейтинг |
| 2019 | 48                | 68             |
| 2018 | 73                | 79             |
| 2017 | 168               | 361            |
| 2016 | 117               | 70             |
| 2015 | 135               | 57             |
| 2014 | 191               | 158            |
| 2013 | 313               | 356            |
| 2012 | 520               | 847            |

## Выступления на турнирах

### Финалы турнировWTAв одиночном разряде (1)

#### Победы (1)
| Легенда:                        |
| ------------------------------- |
| Турниры Большого Шлема (0)*     |
| Итоговый чемпионат года А (0)   |
| Итоговый чемпионат года Б (0+1) |
| Premier Mandatory (0)           |
| Premier 5 (0)                   |
| Premier (0)                     |
| International (1+2)             |

| Титулы по покрытиям | Титулы по месту проведения матчей турнира |
| ------------------- | ----------------------------------------- |
| Хард (1+3)*         | Зал (0+1)                                 |
| Грунт (0)           | Зал (0+1)                                 |
| Трава (0)           | Открытый воздух (1+2)                     |
| Ковёр (0)           | Открытый воздух (1+2)                     |

* количество побед в одиночном разряде + количество побед в парном разряде + количество побед в миксте.
| №  | Дата         | Турнир             | Покрытие | Соперница в финале | Счёт        |
| 1. | 2 марта 2019 | Акапулько, Мексика | Хард     | София Кенин        | 2-6 6-3 7-5 |

### Финалы турнировWTA 125иITFв одиночном разряде (16)

#### Победы (10)
| Легенда:                   |
| -------------------------- |
| WTA 125 (0+4)**            |
| 100.000 USD (0+1)          |
| 80.000 (75.000*) USD (0+1) |
| 60.000 (50.000*) USD (2+1) |
| 25.000 USD (3)             |
| 15.000 USD (0)             |
| 15.000 (10.000*) USD (5+3) |

* призовой фонд до 2017 года
| Титулы по покрытиям | Титулы по месту проведения матчей турнира |
| ------------------- | ----------------------------------------- |
| Хард (10+8)**       | Зал (1+2)                                 |
| Грунт (0+2)         | Зал (1+2)                                 |
| Трава (0)           | Открытый воздух (9+8)                     |
| Ковёр (0)           | Открытый воздух (9+8)                     |

** количество побед в одиночном разряде + количество побед в парном разряде.
| №   | Дата            | Турнир               | Покрытие | Соперница в финале | Счёт                |
| 1.  | 6 мая 2012      | Джакарта, Индонезия  | Хард     | Ян Цзы             | 6-1 6-3             |
| 2.  | 3 марта 2013    | Сидней, Австралия    | Хард     | Миса Эгути         | 6-2 6-0             |
| 3.  | 1 сентября 2013 | Йонволь, Южная Корея | Хард     | Ким Сун Чун        | 6-1 6-4             |
| 4.  | 8 сентября 2013 | Йонволь, Южная Корея | Хард     | Ли Бэйцзи          | 2-6 6-1 6-2         |
| 5.  | 13 июля 2014    | Бангкок, Таиланд     | Хард     | Сабина Шарипова    | 6-3 6-2             |
| 6.  | 20 июля 2014    | Пхукет, Таиланд      | Хард(i)  | Сюй Ифань          | 3-6 6-2 7-5         |
| 7.  | 26 июля 2015    | Чжэнчжоу, Китай      | Хард     | Дуань Инъин        | 6-4 6-4             |
| 8.  | 23 июля 2017    | Тяньцзинь, Китай     | Хард     | Чжу Линь           | 6-4 6-2             |
| 9.  | 29 октября 2017 | Лючжоу, Китай        | Хард     | Нао Хибино         | 3-6 6-4 3-3 — отказ |
| 10. | 4 ноября 2018   | Лючжоу, Китай        | Хард     | Хан На Рэ          | 6-4 6-2             |

#### Поражения (6)
| №  | Дата            | Турнир              | Покрытие | Соперница в финале | Счёт        |
| 1. | 15 декабря 2012 | Бангкок, Таиланд    | Хард     | Нунгнадда Ваннасук | 3-6 1-6     |
| 2. | 23 февраля 2014 | Солсбери, Австралия | Хард     | Чан Су Джон        | 3-6 6-7(6)  |
| 3. | 10 апреля 2016  | Касива, Япония      | Хард     | Чан Су Джон        | 4-6 6-1 3-6 |
| 4. | 23 октября 2016 | Сучжоу, Китай       | Хард     | Чжан Кайчжэнь      | 6-4 2-6 1-6 |
| 5. | 22 апреля 2018  | Чжэнчжоу, Китай     | Хард     | Чжэн Сайсай        | 7-5 2-6 1-6 |
| 6. | 12 августа 2018 | Цзинань, Китай      | Хард     | Чжу Линь           | 4-6 1-6     |

### Финалы турнировWTAв парном разряде (7)

#### Победы (3)
| №  | Дата           | Турнир                 | Покрытие | Партнёрша   | Соперницы в финале                            | Счёт           |
| 1. | 8 марта 2015   | Куала-Лумпур, Малайзия | Хард     | Лян Чэнь    | Юлия Бейгельзимер Ольга Савчук                | 4-6 6-3 [10-4] |
| 2. | 8 ноября 2015  | Трофей элиты WTA       | Хард     | Лян Чэнь    | Анабель Медина Гарригес Аранча Парра Сантонха | 6-4 6-3        |
| 3. | 4 февраля 2018 | Тайбэй, Тайвань        | Хард(i)  | Дуань Инъин | Оксана Калашникова Нао Хибино                 | 7-6(4) 7-6(5)  |

#### Поражения (4)
| №  | Дата           | Турнир                 | Покрытие | Партнёрша     | Соперницы в финале                  | Счёт            |
| 1. | 10 января 2015 | Шэньчжэнь, Китай       | Хард     | Лян Чэнь      | Надежда Киченок                     | 4-6 6-7(6)      |
| 2. | 6 марта 2016   | Куала-Лумпур, Малайзия | Хард     | Лян Чэнь      | Варатчая Вонгтинчай Ян Чжаосюань    | 6-4 4-6 [7-10]  |
| 3. | 3 февраля 2019 | Хуахин, Таиланд        | Хард     | Анна Блинкова | Ирина-Камелия Бегу Моника Никулеску | 6-2 1-6 [10-12] |
| 4. | 8 марта 2020   | Монтеррей, Мексика     | Хард     | Мию Като      | Катерина Бондаренко Шэрон Фичмен    | 6-4 3-6 [7-10]  |

### Финалы турнировWTA 125иITFв парном разряде (15)

#### Победы (10)
| №   | Дата            | Турнир           | Покрытие | Партнёрша            | Соперницы в финале                      | Счёт                 |
| 1.  | 11 апреля 2010  | Нинбо, Китай     | Хард     | Ян Чжаосюань         | Лу Цзясян Ян Цзыцзюнь                   | 1-6 6-2 [10-4]       |
| 2.  | 8 декабря 2012  | Бангкок, Таиланд | Хард     | Вэнь Синь            | Ким На Ри Ли Йе Ра                      | 7-5 7-5              |
| 3.  | 15 декабря 2012 | Бангкок, Таиланд | Хард     | Вэнь Синь            | Ли Ихун Хюинь Фыонг Дай Чанг            | 6-0 6-3              |
| 4.  | 27 июня 2014    | Сиань, Китай     | Хард     | Лу Цзяцзин           | Лян Чэнь Ян Чжаосюань                   | 6-3 7-6(2)           |
| 5.  | 2 мая 2015      | Гифу, Япония     | Хард     | Сюй Ифань            | Ан-Софи Местах Эмили Уэбли-Смит         | 6-2 6-3              |
| 6.  | 15 ноября 2015  | Хуахин, Таиланд  | Хард(i)  | Лян Чэнь             | Варатчая Вонгтинчай Ян Чжаосюань        | 6-3 6-4              |
| 7.  | 8 мая 2016      | Аньнин, Китай    | Грунт    | Чжан Кайлинь         | Варатчая Вонгтинчай Ян Чжаосюань        | 6-7(3) 7-6(2) [10-1] |
| 8.  | 12 ноября 2017  | Хуахин, Таиланд  | Хард(i)  | Дуань Инъин          | Ирина Хромачёва Далила Якупович         | 6-3 6-3              |
| 9.  | 22 апреля 2018  | Чжэнчжоу, Китай  | Хард     | Дуань Инъин          | Наоми Броуди Янина Викмайер             | 7-6(5) 6-3           |
| 10. | 10 июня 2018    | Бол, Хорватия    | Грунт    | Мариана Дуке Мариньо | Сильвия Солер Эспиноса Барбора Штефкова | 6-3 7-5              |

#### Поражения (5)
| №  | Дата            | Турнир               | Покрытие | Партнёрша      | Соперницы в финале           | Счёт           |
| 1. | 8 июля 2012     | Хучжу, Китай         | Грунт    | Тянь Жань      | Ли Ихун Чжан Кайлинь         | 6-3 4-6 [6-10] |
| 2. | 3 марта 2013    | Сидней, Австралия    | Хард     | Тамара Чурович | Миса Эгути Мари Танака       | 6-4 5-7 [8-10] |
| 3. | 15 февраля 2015 | Лонсестон, Австралия | Хард     | Ян Чжаосюань   | Хань Синьюнь Дзюнри Намигата | 4-6 6-3 [6-10] |
| 4. | 2 августа 2015  | Наньчан, Китай       | Хард     | Чжань Цзиньвэй | Чжан Кайчжэнь Чжэн Сайсай    | 3-6 6-4 [3-10] |
| 5. | 17 апреля 2016  | Шэньчжэнь, Китай     | Хард     | Лян Чэнь       | Сюко Аояма Макото Ниномия    | 6-7(5) 4-6     |